# 十三試小型輸送機
十三試小型輸送機（じゅうさんしこがたゆそうき）とは日本飛行機が日本海軍用に試作した飛行艇である。機体略番は「L7P」。
戦前に日本で作られた唯一の水陸両用機で、昭和17年に試作機が完成したが、操縦性不良等の理由から不採用となった。

## 概要
日華事変の勃発により輸送機の必要性を感じた日本海軍は、人員輸送等各種用途に利用できる水陸両用の小型飛行艇の開発を1938年（昭和13年）に日本飛行機に対して命じた。日本飛行機は、海軍が研究用に購入していたフェアチャイルド社製の飛行艇を参考にして開発を進めた。当初は1940年（昭和15年）に試作機が完成する予定だったが、機体構造を途中で変更するなどしたため作業が遅れ、試作機の完成は1942年(昭和17年)2月になってしまった。
全金属製モノコック構造の胴体に、木製の骨組に合板を張った主翼をパラソル式配置した単葉機で、胴体側面に収納される主脚と固定式の尾輪を有していた。エンジンは、710hpの寿41型の双発でプロペラは定速式の2翅であった。胴体内には左右4席ずつ合計8名分の客席が設けられていた。
海軍による審査は1943年(昭和18年)から始まったが、速度はほぼ満足いくものだったものの、操縦性がよくなく失速しやすい癖があることが問題となった。特に離水が困難な点は、飛行艇としては致命的といえる欠点であった。また、この頃になると戦局が徐々に悪化していたため、本機のような小型輸送機を新たに開発する必要性が薄れてきたことから、結局不採用となった。
なお、本機は太平洋戦争終戦までに日本で作られた唯一の水陸両用機であった。

## スペック
- 全長：14.00 m
- 全幅：19.60 m
- 全高：4.70 m
- 主翼面積：50.1 m2
- 全装備重量：5,899 kg
- 最高速度：332 km/h
- 乗員：3名 乗客 8名
- 発動機：中島 寿41型 空冷9気筒 710 hp × 2
- 航続距離：278 km